# Sap (альбом)
Sap (с англ. — «Сок растений») — второй мини-альбом американской рок-группы Alice in Chains, вышедший в 1992 году.
В основу пластинки лёг материал, оставшийся после демосессий, организованных режиссёром Кэмероном Кроу для записи саундтрека к фильму «Одиночки». Хотя песни и не соответствовали хард-роковой стилистике Alice in Chains, представленной в дебютном альбоме Facelift (1990), группа решила их сохранить и издать мини-пластинку собственными силами. В записи приняли участие сиэтлские музыканты Энн Уилсон, Крис Корнелл и Марк Арм. Sap вышел в период расцвета популярности гранжа и несмотря на отсутствие активной рекламной кампании к 1994 году получил статус «золотого» по версии Американской ассоциации звукозаписывающих компаний. Альбом стал неожиданностью для музыкальной общественности, не ожидавшей от хэви-металлического коллектива проникновенных акустических баллад. Впоследствии Sap был признан важной вехой в развитии группы, без которой был бы невозможен следующий полноформатный альбом Dirt (1992), считающийся вершиной творчества Alice in Chains.
Второй виток популярности Sap наступил в 1995 году, после того как композиция «Got Me Wrong» прозвучала в комедии Кевина Смита «Клерки». Альбом был переиздан, а песня поднялась на седьмое место в хит-параде рок-песен США.

## Саундтрек для «Одиночек»
В отличие от первой пластинки группы Facelift, которая стала возможной из-за подписания контракта с крупной звукозаписывающей компанией Columbia Records, следующий мини-альбом появился в первую очередь благодаря американскому кинорежиссёру и сценаристу Кэмерону Кроу. Кроу с детства любил музыку и уже в 15 лет стал музыкальным обозревателем, устроившись на работу в журнал Rolling Stone. В 1982 году он дебютировал в качестве сценариста в фильме «Весёлые времена в школе Риджмонт», основанном на книге Кроу, вышедшей годом ранее. Молодёжная комедия о жизни старшеклассников Лос-Анджелеса послужила толчком к развитию карьеры Фореста Уитакера, Шона Пенна и Дженнифер Джейсон Ли. В 1989 году Кроу впервые сам оказался в режиссёрском кресле; снятая им романтическая комедия «Скажи что-нибудь» была признана одним из лучших фильмов года.
На волне успеха своего дебютного фильма Кроу начал работать над сценарием следующей картины. Режиссёр не понаслышке знал о сиэтлской музыкальной сцене: помимо своего прошлого опыта в качестве музыкального обозревателя, на съёмках «Быстрых перемен» в 1982 году он познакомился с гитаристкой группы Heart Нэнси Уилсон и в 1986 году они поженились. Когда в марте 1990 года от передозировки наркотиков умер Эндрю Вуд, фронтмен подающей надежды сиэтлской группы Mother Love Bone, это не осталось без внимания Кроу. Он был впечатлён сплочением гранжевой сцены и решил сделать её фоном, на котором будут развиваться события фильма. Одним из главных персонажей стал местный музыкант, играющий в вымышленной группе Citizen Dick (с англ. — «Гражданин Член»). Для музыкального сопровождения требовался соответствующий саундтрек, поэтому Кроу обратился к местным группам с просьбой записать несколько песен и сняться в ролях-камео. В число претендентов для участия в фильме попали и Alice in Chains, недавно выпустившие свой первый альбом Facelift и находившиеся в концертном туре в его поддержку. «Кэмерону была нужна песня, и мы договорились, что он оплатит нам запись десяти песен. Мы специально раздули бюджет. Так появилась песня „Would?“ для фильма, но мы записали ещё кучу всякого дерьма» — вспоминал гитарист Джерри Кантрелл. 17 апреля 1991 года — вскоре после окончания европейского турне с Megadeth — были сняты сцены с участием музыкантов: они исполнили песню «Would?», отобранную Кэмероном Кроу для фильма. Уже в мае 1991 Alice in Chains вернулись к гастролям, присоединившись к группам «Большой четвёрки» трэш-метала в концертном туре «Битва титанов» по США. Премьера романтической комедии Кроу, получившей название «Одиночки», состоялась 10 сентября 1992 года в лос-анджелесском отеле Park Plaza Hotel; на презентации выступили группы Alice in Chains и Pearl Jam, снявшиеся в фильме в роли самих себя.

## Запись оставшегося материала
По окончании полуторагодичного концертного тура группа задумалась о том, что делать с материалом, оставшимся после демосессий для «Одиночек». Акустические композиции нравились музыкантам, но не соответствовали сложившемуся стилю группы. Группа оказалась в тупиковой ситуации: эти песни не хотелось терять вовсе, однако и в альбом они вряд ли попали бы. Идея с выпуском мини-альбома и его название пришли к Шону Кинни неожиданным образом — во сне. Барабанщику приснилось, что Alice in Chains дают пресс-конференцию по случаю выхода мини-альбома: «Они [песни] были мягче прочего нашего материала, поэтому во сне запись получила название Sap (с англ. — «сок растений»), так как она была очень сочной». Группа воодушевилась идеей и решила самостоятельно спродюсировать и выпустить EP.
Воспользовавшись паузой в своём плотном гастрольном графике, Alice in Chains зарезервировали хорошо знакомую сиэтлскую студию London Bridge на полторы недели в ноябре 1991 года. Звукорежиссёром и сопродюсером альбома стал владелец студии Рик Парашар, которому помогали звукоинженеры Дэйв Хиллис и Джонатан Плам. Запись прошла очень гладко и заняла не более пяти дней. Три песни из четырёх были готовы ещё со времён демосессии для «Одиночек», поэтому оставалось лишь повторно свести их. Интересно, что Майк Старр настоял на перезаписи одной из басовых партий, исполненных ранее Джерри Кантреллом, так как боялся, что его мама услышит песню и скажет — «Это же не ты играешь!». Рик Парашар поддерживал в студии железную дисциплину, поэтому музыканты были сосредоточены на записи и не позволяли себе устраивать вечеринки. О наркотиках также не могло быть и речи, так как владелец студии был их ярым противником. Тем не менее, Дэйв Хиллис, который знал Лейна Стэйли со времён репетиций в клубе Music Bank, обратил внимание на изменения в поведении старого знакомого: тот был более отстранённым и спокойным, реже появлялся в студии и иногда запирался в ванной комнате дольше обычного. Хотя скорее всего к этому времени Стэйли уже увлекался героином, окружающие могли об этом лишь догадываться.

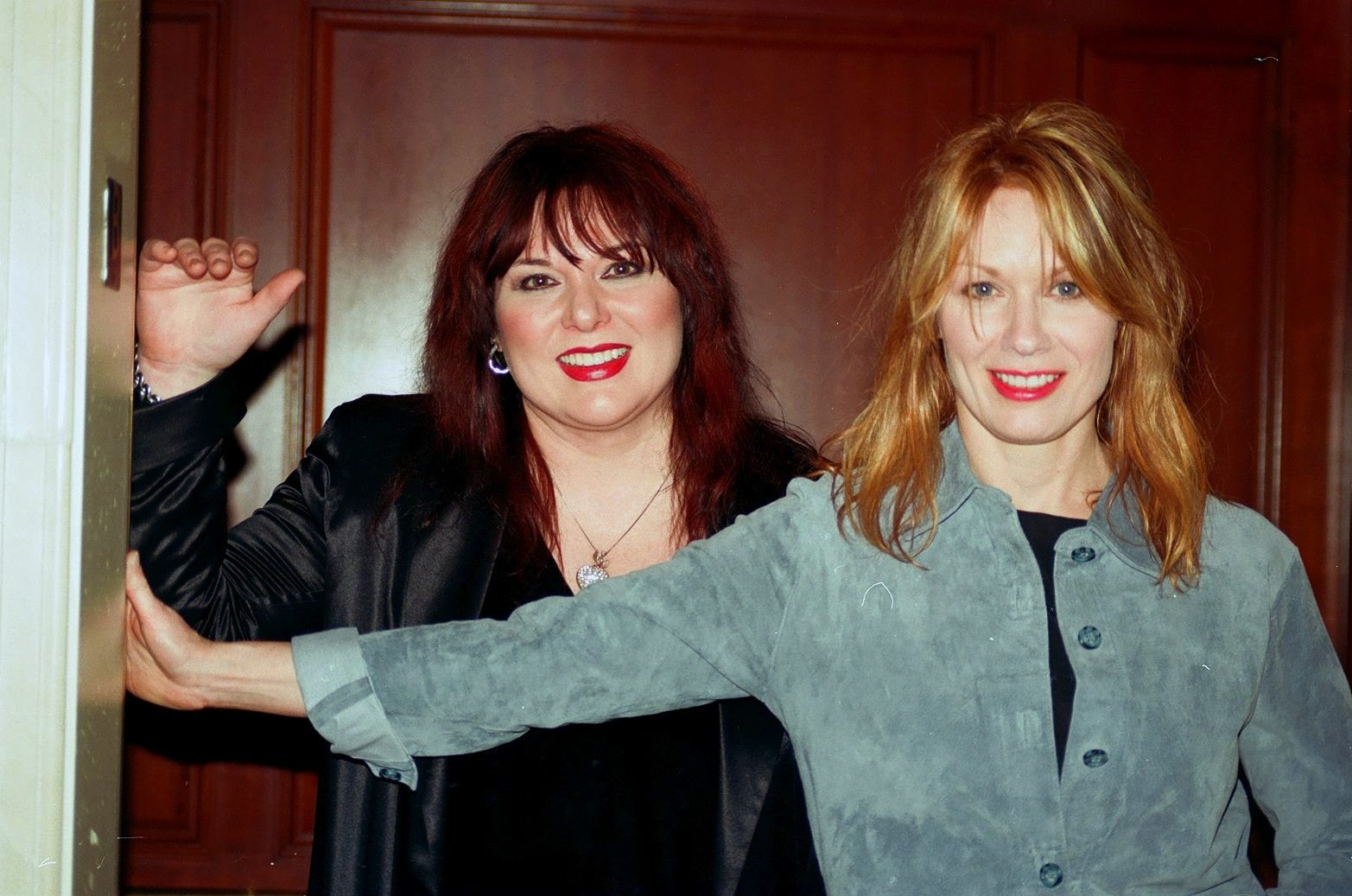
Энн Уилсон из Heart исполнила партии бэк-вокала в песнях «Brother» и «Am I Inside», а её сестра Нэнси одолжила Джерри Кантреллу несколько акустических гитар для записи альбома.

Когда запись песен была практически закончена, Джерри Кантреллу пришла в голову мысль пригласить в студию знакомых сиэтлских рокеров, чтобы те тоже отметились в альбоме. Группа высоко ценила творчество Heart и Soundgarden, поэтому гитарист позвонил Энн Уилсон и Крису Корнеллу, а также Марку Арму из Mudhoney, и предложил принять участие в записи. На удивление, все трое согласились и уже через час были в студии. Энн Уилсон исполнила бэк-вокальную партию в песнях «Brother» и «Am I Inside». Когда она работала над песней, Шон Кинни осмелился попросить вокалистку добавить в конец песни фразу «У-у-у, Барракуда» из одноимённого хита Heart. Уилсон спокойно сняла наушники, подсела к Кинни и сказала: «Слушай, когда через десять лет тебе осточертеет играть „Man in the Box“, меньше всего ты будешь рад просьбе спеть „Man in the Box“ в конце чьей-то чужой композиции», после чего Кинни больше не задавал подобных вопросов. Фронтмены Soundgarden, Mudhoney и Alice in Chains исполнили песню «Right Turn». Особо удивился приглашению Марк Арм, так как не считал себя сильным вокалистом и из всей группы был знаком разве что с Лейном Стэйли. На фоне Корнелла и Стэйли Арм ощутимо нервничал, но сумел справиться с задачей. «У меня мурашки по телу от голоса Марка на „Right Turn“. Напоминает голос смерти» — вспоминал Кантрелл. С Корнеллом всё вышло ровно наоборот: в отличие от неуверенного Арма, лидер Soundgarden намеревался петь в присущем ему энергичном стиле, так что звукорежиссёрам пришлось потрудиться, чтобы добиться более спокойного и проникновенного исполнения.
Напоследок, участники Alice in Chains позволили себе немного «похулиганить». В один из дней вместо записи группа целый день развлекалась и в конце концов сыграла одну новую «песню». Лейн Стэйли уселся за ударную установку, Джерри Кантрелл и Майк Старр обменялись гитарами, а Шон Кинни сел за фортепиано и спел песню, которую решили назвать «Love Song» (с англ. — «Песня о любви»). Джонатан Плам, который потратил целый вечер накануне и всё утро на настройку микрофонов для барабанной установки, был откровенно раздосадован: «Это было глупо… Я имею в виду, что они просто развлекались, а мне было жаль потраченного времени и усилий на то, чтобы барабаны звучали идеально. А они написали эту идиотскую песню. Это была просто шутка. Им было нечем заняться. Я не знаю, зачем они это сделали — просто сделали и всё». Джерри Кантрелл вспоминал, что идея пятой песни принадлежала Шону Кинни: «В общем-то, подсознание Шона сыграло большую роль в этом проекте».

## Выпуск мини-альбома и переиздание в виде сборника

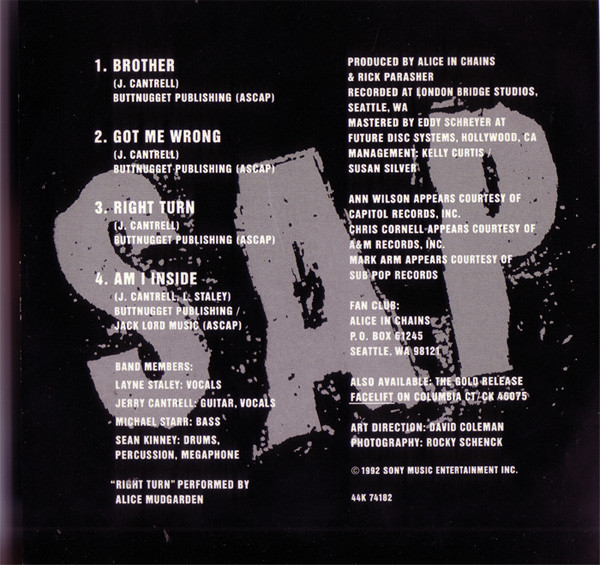
В выходных данных Sap было указано лишь четыре песни, а композиция «Love Song» была скрытым треком. Исполнителем песни «Right Turn» значилась вымышленная группа Alice Mudgarden, образованная словослиянием названий Alice in Chains, Mudhoney и Soundgarden.

Название альбома Sap, изначально приснившееся Шону Кинни, осталось без изменений. Барабанщик также подсказал идею фотографии для обложки. 22 декабря 1991 года фотограф Ронни Шенк, работавший с Alice in Chains ранее, отправился в лос-анджелесский Парк Гриффита и сделал серию фотографий со старыми деревянными вёдрами и кранами, прикреплёнными к деревьям. Хотя самому Шенку больше нравился кадр с четырьмя вёдрами, символизирующими членов группы, в итоге для обложки выбрали фотографию с одним ведром. 3 января 1992 года в Сиэтле состоялась ещё одна фотосессия с группой. Для задней обложки пластинки был выбран кадр, в котором члены группы мочатся на собственные фотографии, ранее снятые Шенком.
Пластинка Sap вышла 4 февраля 1992 года. В то время на вершине чарта Billboard 200 находился альбом Nevermind «Нирваны» и гранж, как и вся сиэтлская музыкальная сцена, переживал рост популярности. Музыканты опасались, что поклонники могут плохо воспринять кардинальную смену стиля, поэтому выпустили альбом без обычной поддержки и рекламной кампании. Вплоть до выхода фильма «Клерки», на котором прозвучала композиция «Got Me Wrong», лишь немногие фанаты Alice in Chains знали о существовании этого альбома. Джерри Кантрелл вспоминал: «Многие люди не знали о пластинке довольно долго, и мы сделали это намеренно. Мы не хотели рекламы или продвижения, а просто отправили диск в магазины, чтобы посмотреть, купит ли его вообще кто-то. Таким образом, люди узнали бы о пластинке по сарафанному радио и мы бы избежали кучи людей, которые озадаченно почёсывают затылок и говорят „Чувак, да они сдулись“». Ни одна из песен не была выпущена самостоятельным синглом, но «Brother» и «Right Turn» появились на стороне «Б» синглов в поддержку второго альбома Alice in Chains Dirt. Несмотря на отсутствие видеоклипов и концертного турне, к январю 1994 года было продано более 500 000 экземпляров пластинки и она получила «золотой» статус RIAA.
Когда в 1994 году Alice in Chains повторили акустический эксперимент и выпустили мини-альбом Jar of Flies, вместе с ним был издан сборник Jar of Flies / Sap, содержавший полный список композиций с обоих EP. Вторая волна интереса к пластинке последовала после выхода фильма «Клерки» (1994), в котором прозвучала композиция «Got Me Wrong». Песня стала настоящим хитом и вышла отдельным синглом, а с ней был переиздан и весь альбом Sap. Сингл «Got Me Wrong» достиг седьмого места в чарте Hot Mainstream Rock Tracks и двадцать второго места в чарте Alternative Songs. В 1996 году песни «Got Me Wrong» и «Brother» прозвучали на акустическом концерте для MTV, первом выступлении группы после почти трёхлетнего перерыва, аудио- и видеозапись которого были выпущены на компакт-дисках и DVD MTV Unplugged.

## Акустический характер пластинки
Как и в случае с дебютным альбомом, автором большинства песен Sap являлся гитарист Джерри Кантрелл. Он написал музыку к четырём композициям и стал автором текстов в трёх из них. Звукоинженер Джонатан Плам назвал работу в студии «шоу одного актёра»: «Похоже, Джерри делал всё [в этой группе]… Джерри был очень сосредоточен. Насколько я мог судить, он был творческой силой группы и находился в постоянном напряжении. Он не из тех, кто любит поболтать и спросить „Как дела?“, так что я его даже немного побаивался». Как отметили в журнале Guitar World, «после изгнания своих демонов Kiss и AC/DC на Facelift…, в акустическом мини-альбоме Кантрелл обнажил загадочную и капризную сущность своей гитарной души». Несмотря на отсутствие каких-то новых технических приёмов, с точки зрения мелодики, гармоний и общей концепции пластинка стала для гитариста заметным шагом вперёд. В отличие от дебютного альбома, насыщенного металлическими боевиками, такими как «Man in the Box» и «It Ain’t Like That», Sap представил слушателям более душевную, акустическую составляющую творчества группы. Alice in Chains хотели доказать, что способны исполнять не только хэви-метал, но и музыку в других стилях. Для ритмических партий использовались классическая шестиструнная гитара и акустическая гитара Ovation, которые одолжила Нэнси Уилсон из Heart. Кантрелл понимал, что написанные композиции не были предназначены для рядовых концертов Alice in Chains, так как слишком отличались от остального творчества группы, но надеялся, что они могли бы стать частью их акустических выступлений.
1. Пластинку открывала песня «Brother», которую Джерри Кантрелл посвятил своему младшему брату Дэвиду. После развода родителей братья жили порознь и редко виделись. Этой песней Кантрелл пытался наладить отношения с родственниками, что роднило её с вышедшей в следующем альбоме «Rooster», посвящённой отцу Кантрелла. Песня начинается с напряжённого вступления, продолжается в расслабленном темпе с успокаивающим вокалом Кантрелла в сопровождении акустической гитары и перкуссии, но перед последним куплетом достигает кульминации в виде гитарного соло. В журнале Kerrang! её охарактеризовали как «сюрреалистический гимн с неуловимыми восточными мотивами и воздушным акустическим риффом».
2. Второй композицией стала «Got Me Wrong», также написанная Кантреллом. В ней поётся о девушке, с которой гитарист недолго встречался в период расставания со своей «настоящей любовью», и о том, как часто приходится объяснять, что ты на самом деле не хочешь продолжать отношения и тебя неправильно поняли. На фоне энергичных акустических риффов, короткого гитарного соло и ритмичной барабанной партии, голос Стэйли в куплете звучит спокойнее обычного; в припеве к нему присоединяется Кантрелл, образуя характерные для группы гармонии. По мнению Нэда Рэггета из AllMusic, «Got Me Wrong» продемонстрировала, что Alice in Chains могут «оставаться эффективными и на малой громкости».
3. Следующей песней стала «Right Turn», плод сотрудничества музыкантов Alice in Chains, Soundgarden и Mudhoney. В журнале Rock Beat «Right Turn» назвали лучшей композицией альбома, отметив мощный текст, сочетание низкого голоса Стэйли и «могучих инструментальных завываний» Корнелла. Дон Кайе из Kerrang! назвал вокал Корнелла «мощной кофеиновой встряской на фоне подавленного настроения пластинки», а само появление лидера Soundgarden вкупе с вкраплениями электрогитары — «единственной привязкой к типичному для Сиэтла грязному роковому звучанию».
4. Наконец, последней в списке стала песня «Am I Inside», текст которой написал Лейн Стэйли, спев её в паре с Энн Уилсон. В Rock Beat отметили влияние фолк-рок дуэта Simon & Garfunkel, назвав композицию «психоделическим путешествием в сопровождении фортепиано, гитар, бонго и тяжёлых текстов». «Чернота — это всё что я чувствую. Вот каково это, быть свободным» — пел Стэйли. Обозреватель Kerrang! выделил «запоминающееся пианино и печальный вокал, которые поднимают торжественную песню до уровня тёмной, кристальной красоты».
Альбом заканчивается на мажорной ноте — скрытым треком, где музыканты в шутку обменялись инструментами, дав возможность Шону Кинни примерить роль вокалиста. Музыкальные обозреватели отнеслись к треку соответствующим образом, назвав его «старой доброй студийной шуткой», «артистической катастрофой» и даже «легкомысленной выходкой».

## Критические отзывы и место в дискографии группы
| Оценки критиков               | Оценки критиков |
| Источник                      | Оценка          |
| ----------------------------- | --------------- |
| AllMusic                      | [ 32 ]          |
| Encyclopedia of Popular Music | [ 33 ]          |
| Kerrang!                      | [ 30 ]          |
| Metal Hammer                  | «Wild Card»     |
| The Rolling Stone Album Guide | [ 34 ]          |
| Rock Beat                     | положительная   |
| Spin Alternative Record Guide | [ 35 ]          |

Несмотря на успех дебютного альбома группы и растущую популярность гранжа, сразу после выхода Sap хотя и не прошёл вовсе незамеченным, но удостоился лишь умеренного внимания со стороны музыкальных критиков. Дон Кайе из журнала Kerrang! поставил пластинке оценку «KKK» (три из пяти). Sap показался слишком неожиданным ответвлением от металлических корней группы, так что Кайе предположил, что это всего лишь «передышка между дебютными усилиями и неизбежной шумихой, которая будет окружать второй альбом группы». Обозреватель счёл пластинку интересным экспериментом, позволившим музыкантам продемонстрировать неожиданные грани своего таланта, но представляющим интерес главным образом для ярых поклонников группы, а не рядовых слушателей, ассоциирующих Alice in Chains с песней «Man in the Box». «Что, если вообще что-то, означает эксцентричность этого мини-альбома для следующего альбома группы — остаётся лишь догадываться», — резюмировал Кайе. К. Эстлунд из журнала Rock Beat назвал EP «настолько же хорошим, если не лучшим, чем дебютная работа». Он также отметил неожиданность акустического формата и назвал альбом обязательным к прослушиванию для любого ценителя музыки.
В более поздних критических обзорах Sap рассматривался как промежуточный этап на пути от первого альбома Facelift ко второму лонгплею Dirt, считающемуся вершиной творчества группы. Стив Хьюи из AllMusic оценил его на четыре звезды из пяти, назвав «откровением, которое выглядит созданным на скорую руку». По мнению Хьюи, мини-альбом обнажил мелодические таланты и более лирическую составляющую группы, о существовании которых ранее никто не догадывался, но всю «магию» альбома перечеркнул неуместный бонус-трек. «Sap послужил предупреждением о том, что Alice in Chains гораздо глубже, чем могло показаться в дебютном альбоме, и намекнул на потенциал, который будет реализован на Dirt» — заключил обозреватель. В журнале Metal Hammer Sap присвоили пометку «уайлд-кард», отметив, что мало кто из групп и звукозаписывающих компаний решился бы на выпуск акустических баллад вслед за успешной металлической пластинкой. Мини-альбом назвали «смелым, но достойным мероприятием, которое показало, как сильно Alice in Chains возмужали за короткий промежуток времени».

## Список композиций
| №                   | Название            | Текст песни         | Музыка              | Перевод                   | Длительность |
| ------------------- | ------------------- | ------------------- | ------------------- | ------------------------- | ------------ |
| 1.                  | «Brother»           | Кантрелл            | Кантрелл            | «Брат»                    | 4:27         |
| 2.                  | «Got Me Wrong»      | Кантрелл            | Кантрелл            | «Неправильно меня поняла» | 4:12         |
| 3.                  | «Right Turn»        | Кантрелл            | Кантрелл            | «Поворот направо»         | 3:17         |
| 4.                  | «Am I Inside»       | Стэйли              | Кантрелл            | «Я ли внутри?»            | 5:09         |
| 5.                  | «Love Song»         | Кинни               | Кинни               | «Песня о любви»           | 3:44         |
| Общая длительность: | Общая длительность: | Общая длительность: | Общая длительность: | Общая длительность:       | 20:49        |

## Участники записи
| Alice in Chains - Лейн Стэйли — вокал, барабаны («Love Song») - Джерри Кантрелл — гитара, вокал, бас-гитара («Love Song») - Майк Старр — бас-гитара, гитара («Love Song») - Шон Кинни — барабаны, перкуссия, пианино и вокал («Love Song») | Приглашённые музыканты - Энн Уилсон — вокал («Brother» и «Am I Inside») - Марк Арм — вокал («Right Turn») - Крис Корнелл — вокал («Right Turn») | Производство - Рик Парашар — продюсер - Эдди Шрейер — мастеринг - Дэвид Коулман — арт-директор - Рокки Шенк — фотография |